# What's in It for Me
What's in It for Me är en låt av den svenska sångerskan Amy Diamond. Hon spelade in låten när hon var 12 år gammal, efter att ha vunnit en nationell radiotalangtävling.  Det ingick på hennes första studioalbum, This Is Me Now, som det andra spåret. Singeln släpptes i Skandinavien i mars 2005 och toppade så småningom de svenska och norska listorna.

## Låtlista
Europeisk CD-singel 
1. "What's in It for Me" – 3:16
2. "What's in It for Me" (karaokemix) – 3:14

Tysk maxi-CD singel 
1. "What's in It for Me" (original singelmix) – 3:16
2. "What's in It for Me" (Glasperlenspieler mix) – 3:54
3. "What's in It for Me" (förlängd mix) – 4:38
4. "What's in It for Me" (albumversion) – 3:40
5. "What's in It for Me" (förbättrad video) – 3:20